# Abandono infantil en España

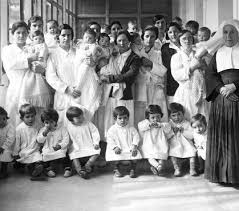
Casa Cuna de Fraisoro en 1929

El abandono infantil en España desde el siglo XVI hasta mediados del siglo XX fue un fenómeno muy extendido.  Miles de niños fueron abandonados cada año, lo que sumaría una cantidad ingente a lo largo de ese periodo, sin contar aquellos que fallecieron en tránsito o fueron víctimas de infanticidio sin estar documentados.
Fue una práctica extendida por toda Europa, aunque sus modalidades  variaron a lo largo del tiempo: la exposición, el torno  y las maternidades.
Las principales  causas del abandono infantil se mantuvieron constantes a lo largo de los siglos. Entre ellas destacan  las  relaciones de pareja ilícitas que eran mal vistas tanto por la sociedad como  por la iglesia católica; los motivos económicos, principalmente la miseria,  la falta de lactancia materna, los niños enfermos o con discapacidades; y en menor medida, los niños nacidos  de la prostitución o de violaciones.

## Historia

### sigloXV
Las primeras fundaciones para niños abandonados conocidas datan del siglo XV, y se repartieron por las grandes urbes españolas. La primera de ellas se situó en Valencia en 1410, a instancias de san Vicente Ferrer, dedicada a la atención específica de los niños errantes, y está considerada como el primer orfanato del mundo.
Los recién nacidos, en muchas ocasiones, eran abandonados en descampados. Otros eran dejados a las puertas de las Misericordias, donde convivían con dementes, tullidos o personas marginales y, también, se abandonaba a las puertas de los conventos, donde se hacían cargo de los niños enfocándoles hacia la vida religiosa (oblato). Los niños eran explotados por sus adoptantes en régimen de semiesclavitud. Sea de una u otra forma, el abandono infantil era frecuente en el siglo XV y la mortalidad era altísima.

### sigloXVIyXVII
La exposición de niños fue una práctica masiva, que se extendió por Europa desde el siglo XVI.
Los sitios más frecuentes de abandono eran los relacionados con la beneficencia (mayoritariamente religiosa), la casa del alcalde o del médico, etc. La «mortalidad en tránsito» era elevadísima, al estar los centros de acogida distantes del punto de abandono. Era más frecuente el abandono nocturno, antes del alba, y no había diferencias significativas en cuanto al sexo de los bebés. El nombre de pila asignado, frecuentemente era el del santo del día; y como apellido se generalizó «Expósito». En ocasiones portaban notas de abandono, en las que solía indicarse si el niño estaba o no bautizado. Otras veces, indicaban que volverían a recogerlo, pero esto era una práctica muy poco habitual.
Se fueron desarrollando centros de acogida en las grandes ciudades como la inclusa de Madrid en 1572.
En España, hasta el siglo XVIII, muchos niños acogidos eran maltratados y eran utilizados como sirvientes o mano de obra barata por sus padres adoptivos. Hasta 1788, no se implantaron medidas legales para evitar estos abusos.

### sigloXVIII
Hubo dos enfoques al problema del niño abandonado, el «utilitarismo eclesiástico», dirigido a salvar el alma de los recién nacidos a través del bautismo, y el «utilitarismo ilustrado», que tendía a conservar las vidas de futuros ciudadanos como principal riqueza de la nación. Todo ello impulsó el desarrollo de instituciones asistenciales y de beneficencia, aunque la «mortalidad en tránsito» seguía siendo muy elevada. El número de las casas de expósitos aumentaron en España a partir de mediados del siglo XVIII llegando a 149 en el siglo XIX.
Con el desarrollo de estos centros, se fue reforzando y legislando el papel de las nodrizas o amas de crianza. Hay que tener en cuenta que, hasta bien entrado el siglo XX, la única alimentación adecuada para los recién nacidos era la lactancia materna. Cuando esto no era posible, se proporcionaba leche de burra o de cabra rebajada y manipulada, causantes de intolerancias gastrointestinales que podían conducir incluso a la muerte del niño. Un pequeño porcentaje de éstas nodrizas prohijaban a los niños y la mayoría eran devueltos a las instituciones para su manutención.
El aumento de los centros de acogida, hizo que aumentara el número de abandonos a partir de la segunda mitad del siglo XVIII, extendiéndose la utilización del torno, que era un cubículo para depositar al bebé desde la calle, y se recogía en una habitación interior. Muchos tornos llevaban una inscripción como esta: «Mi padre y mi madre me arrojan de sí, la caridad divina me recoge aquí».
Los tornos estaban situados en casas de beneficencia, mayoritariamente religiosas, atendidas por las hermanas de la caridad, o creadas por otras instituciones como ayuntamientos, diputaciones, etc. Las mujeres que dirigían estas últimas se denominaban «torneras». Debían tener «condiciones de moralidad adecuadas» y saber leer y escribir, para emitir informes. Normalmente, pasaban unos días hasta que se aseguraban de que la criatura no padecía sífilis congénita, y encontraban una nodriza que se hiciera cargo del niño. 
La mortalidad infantil de los niños abandonados en este siglo siguió siendo un horror. Como muestra de ello en la casa cuna de Gerona la mortalidad en 1790 era del 76 % y en la de Barcelona del 61 %.
A finales del siglo XVIII hubo unos cambios legislativos importantes como la despenalización del abandono y otras leyes cuyo objetivo fue considerar como legítimos a todos los efectos a los niños abandonados en la caridad pública, poniendo fin a la discriminación sufrida durante siglos que había impedido su educación y a que accedieran a determinadas profesiones. Así mismo se reforzaba la condena de cualquier tipo de abandono que no se realizara en los lugares destinados para ello lo que impulsó la utilización del torno en el siglo XIX.

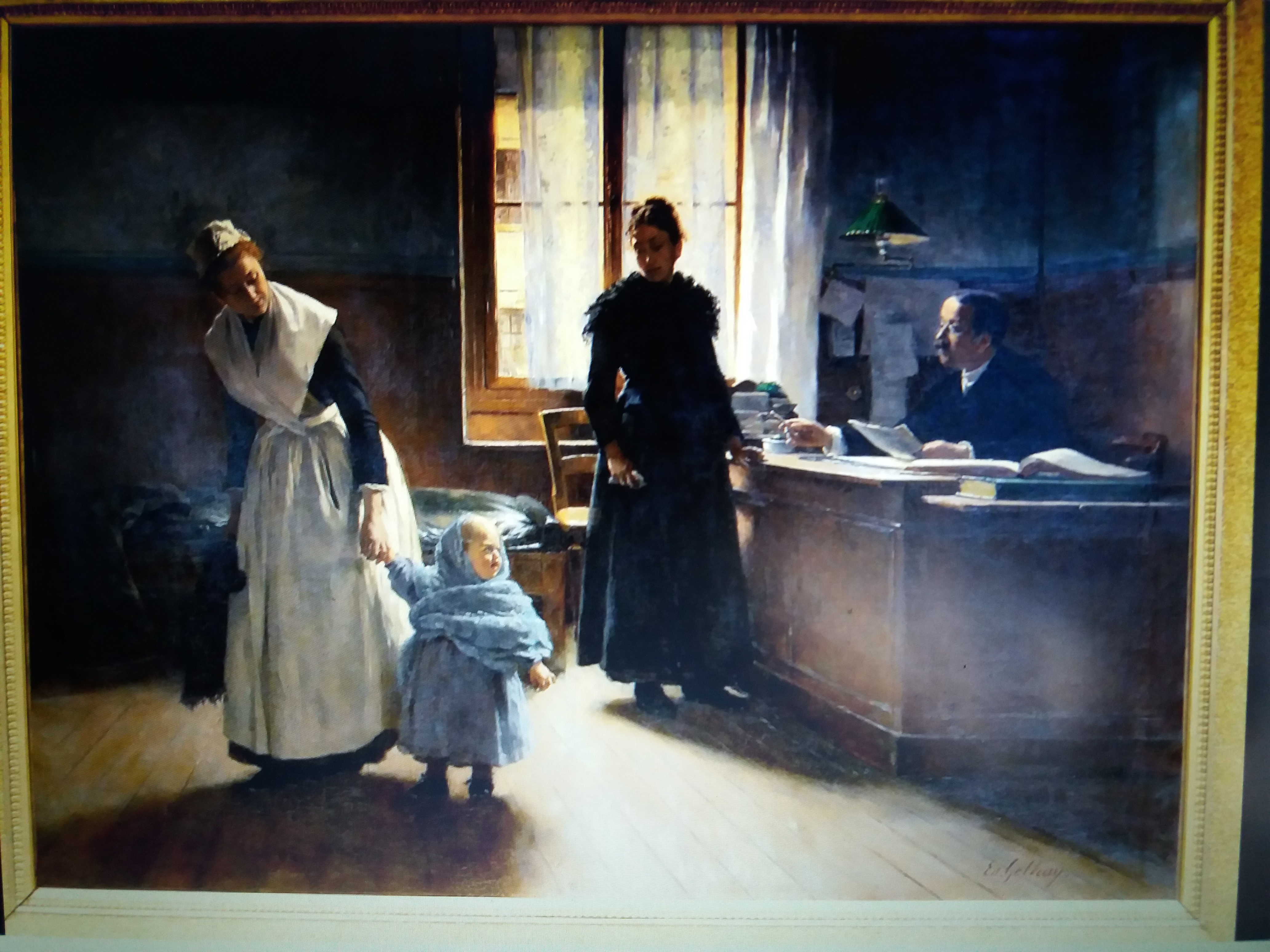
El Abandono. 1886

A pesar de estos cambios legislativos, las madres y los niños abandonados siguieron sufriendo un gran rechazo social a lo largo del siglo XIX y XX.
A finales del siglo XVIII comenzaron a publicarse artículos  que formaron un verdadero muestrario de cómo en España, al igual que en el resto de Europa, se tomaba conciencia clara sobre el problema nacional del niño expósito. Algunos  autores fueron  los eclesiásticos Juan Antonio Trespalacios, Joaquín Javier Uriz y Lasaga o Antonio Arteta.  Los del cónsul de Carlos IV Alberto de Megino y los manuscritos del médico Ignacio María Ruiz de Luzuriaga. También los escritos políticos del conde de Floridablanca, Domingo Cabarrús o Jovellanos.

### sigloXIX

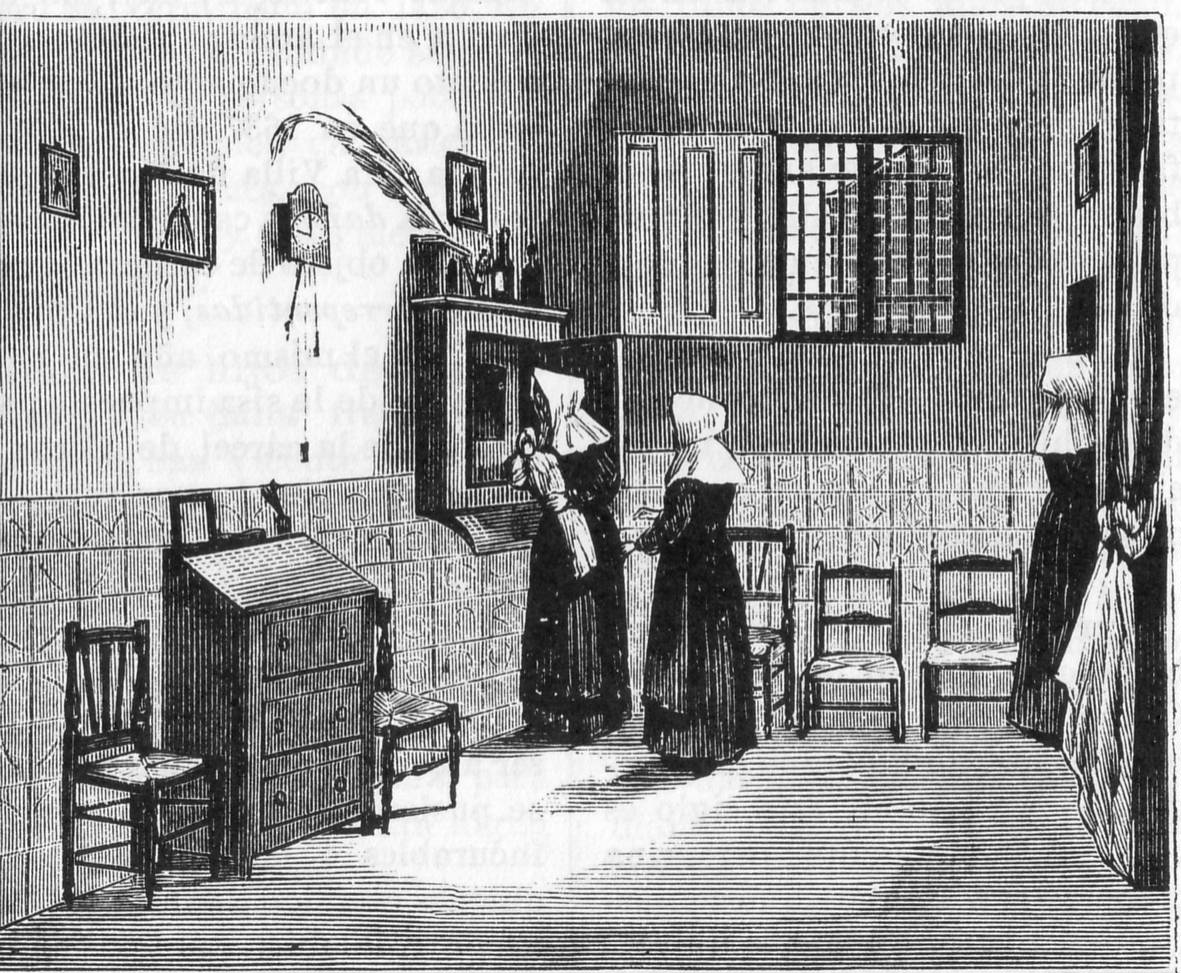
Sala del torno de la Inclusa de Madrid en 1861, por Francisco Ortego.

En el siglo XIX, el abandono infantil adquirió enormes proporciones, llegando a  8000  niños al año o lo que es lo mismo, más de medio  millón de niños abandonados en España en este siglo. En estas cifras no están cuantificados los niños fallecidos en tránsito o por infanticidio. Las causas seguían siendo fundamentalmente la ilegitimidad del niño que en España era de un 5 % de los nacimientos y la pobreza que afectaba a la mitad de la población a principios del siglo XIX.
Un factor que hizo aumentar el número de abandonos fue la tipificación como delito del aborto en el código penal español desde 1822 hasta finales del siglo XX, salvo un breve periodo en Cataluña en 1936. A partir de la mitad del siglo XIX también la iglesia católica rechazó la práctica del aborto. 
La mortalidad infantil era muy elevada en los centros de acogida. A modo de ejemplo, en la casa torno de San Sebastián a finales del siglo XIX era del 52 %.
En torno a las inclusas comenzó a desarrollarse la pediatría como una especialidad específica de los niños. El jesuita Hervás y Panduro fue su pionero en España, creando una escuela de obstetricia, fomentando la lactancia maternal y la creación de la pediatría a principios del siglo. A finales del siglo XIX, Manuel Tolosa Latour dio un impulso importante al desarrollo de la pediatría y a la protección de la infancia así como Concepción Arenal que impulsó los derechos de los niños expósitos.
A principios del siglo XIX, el índice de mortalidad infantil en España era del 25 % en el primer año de vida, y en algunos centros de acogida era del 80 %. En Europa, en los centros de acogida el índice de mortalidad infantil era del 50 %. A veces, se comparaba el abandono infantil en algunas inclusas con el infanticidio (en la inclusa de Madrid murieron el 100% de los niños ingresados en el año 1804).
A lo largo del siglo XIX, se fueron desarrollando maternidades en las inclusas, lo que llevó al descenso de la exposición o del torno. Las gestantes ingresaban en el 7.º mes de embarazo y permanecían aisladas; y, tras dar a luz, se iban dejando el niño. También se desarrollaron casas cuna, en las que se contemplaba el abandono temporal, para recuperarlo tras superar los problemas que llevaban al abandono.
Las mujeres que daban a luz en las inclusas o en las casas cuna eran mayormente jóvenes, de entre 15 y 25 años, procedentes, en general, de entornos o trabajos precarios, como el servicio doméstico, costureras o jornaleras y normalmente solteras y analfabetas.
Respecto a los padres, procedían de todos los estamentos sociales, sin excepción. En muchas ocasiones, se ponía al niño el nombre del lugar de procedencia de la madre.
El papel de las nodrizas o ama de crianza fue fundamental, y muchas mujeres con necesidades económicas se prestaron a esta actividad, siendo en general mujeres campesinas, donde su actividad laboral era más discreta. Algunos de esos niños eran prohijados al llegar a los 8 años, como dictaminaba la legislación en esa época. En caso contrario eran devueltos a las misericordias. Para ser nodriza se necesitaba un certificado de salud y «buenas costumbres» que expedían el médico y el alcalde o el párroco del lugar de residencia. Estas personas supervisaban el cuidado del niño ya que eran frecuentes los casos de malos tratos o niños descuidados a lo largo del siglo XIX.
|                            | 1830 | 1880 |
| -------------------------- | ---- | ---- |
| Expuestos                  | 71 % | 22 % |
| Torno, maternidades, otros | 29 % | 78 % |

Hasta el siglo XIX, la viruela era una de las causas de muerte más frecuente en las inclusas con una mortalidad del 70 % de los bebés afectados. Un avance significativo fue el descubrimiento de la vacuna contra esta infección, que permitió su erradicación en el siglo XX.
En 1803 los niños abandonados tuvieron un papel histórico para llevar la vacuna de la viruela a las colonias Americanas. Al no existir frigoríficos ni medios de conservación, los niños hicieron de portadores biológicos de la vacuna con la que se inoculó en las colonias a cientos de miles de personas. Fueron 22 huérfanos de entre 3 y 9 años procedentes de las Inclusas de Madrid y de la de Santiago. Fueron seleccionados por su fortaleza y se les prometió comida y educación cuando llegaran a su destino. Uno de ellos falleció en la travesía. 
La expedición fue dirigida por el médico Francisco Javier Balmis y la enfermera Isabel Zendal.

### sigloXX

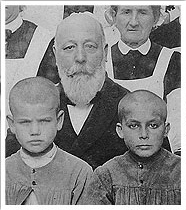
José Sanchis Bergón, fundador de la Asociación Valenciana de la Caridad (1906).

En este siglo el abandono siguió siendo muy elevado llegando, aproximadamente,  al medio millón los niños abandonados en España.  Un ejemplo de esto, ocurrió durante la madrugada de Nochebuena de 1933, cuando  se abandonaron 6 niños de padres  desconocidos en la inclusa de Madrid.
A medida que avanzaba el siglo, el abandono fue disminuyendo paulatinamente y se producía en la maternidad de las inclusas y en las casas cuna, quedando la exposición como una situación residual, representando el 0.5 % durante 1930 en la inclusa de Pamplona.
El torno, una de las principales formas de abandono anónimo,  fue desapareciendo a lo largo del siglo XX, por ejemplo, en Guipúzcoa dejó de existir en 1916 y en 1922 en la inclusa de Madrid lo que supuso la casi total desaparición del abandono anónimo. 
Hasta 1920, el índice de mortalidad infantil en las inclusas de España era extremadamente  alto. En la Inclusa de Madrid, por ejemplo, la tasa de mortalidad alcanzaba el 70%.
Esta situación era debida, en gran parte,  al hacinamiento que sufrían los niños en estas instituciones que, a modo de ejemplo, en la inclusa de Madrid acogían una media de 1500 niños al año.  Se producían continuas epidemias principalmente, y por orden de frecuencia,las   gastrointestinales, respiratorias,  meningitis, tuberculosis , tos ferina y sarampión.
Si embargo,  había centros que obtenían unos índices de mortalidad muy reducidos, como el monasterio de Guadalupe en Cáceres o la Casa Cuna de Fraisoro en Guipúzcoa.
A lo largo del siglo XX, los avances médicos contribuyeron a mejorar la situación. El desarrollo de las vacunas contra la tuberculosis a partir de 1921, a la que siguieron otras como la difteria, tétanos, tos ferina, sarampión y poliomielitis que se completaron en los años sesenta.
La utilización de la penicilina desde 1945 fue un importante avance en el tratamiento de las enfermedades infecciosas, erradicando la sífilis que tenía una mortalidad muy alta. Además, la mejora de las leches maternizadas y la  creación en muchas  capitales de provincia de las gotas de leche  llevaron a la desaparición de las nodrizas.
Durante la guerra civil no disminuyó el número de abandonos y se vivió en la Inclusa madrileña un episodio dramático. Con la aproximación de los frentes de combate a la capital se hizo conveniente la evacuación de los mil niños acogidos y las madres allí residentes. El entonces director, Enrique Jaso Roldán, tomó personalmente las riendas del asunto con conversaciones con las autoridades civiles y militares y se dispuso la creación de Colonias Escolares en zonas de la península lo más alejadas posible de la crudeza bélica
Es destacable que en los años cuarenta, tras la guerra civil, hubo un aumento de la mortalidad infantil causada por la   miseria generalizada en la postguerra.

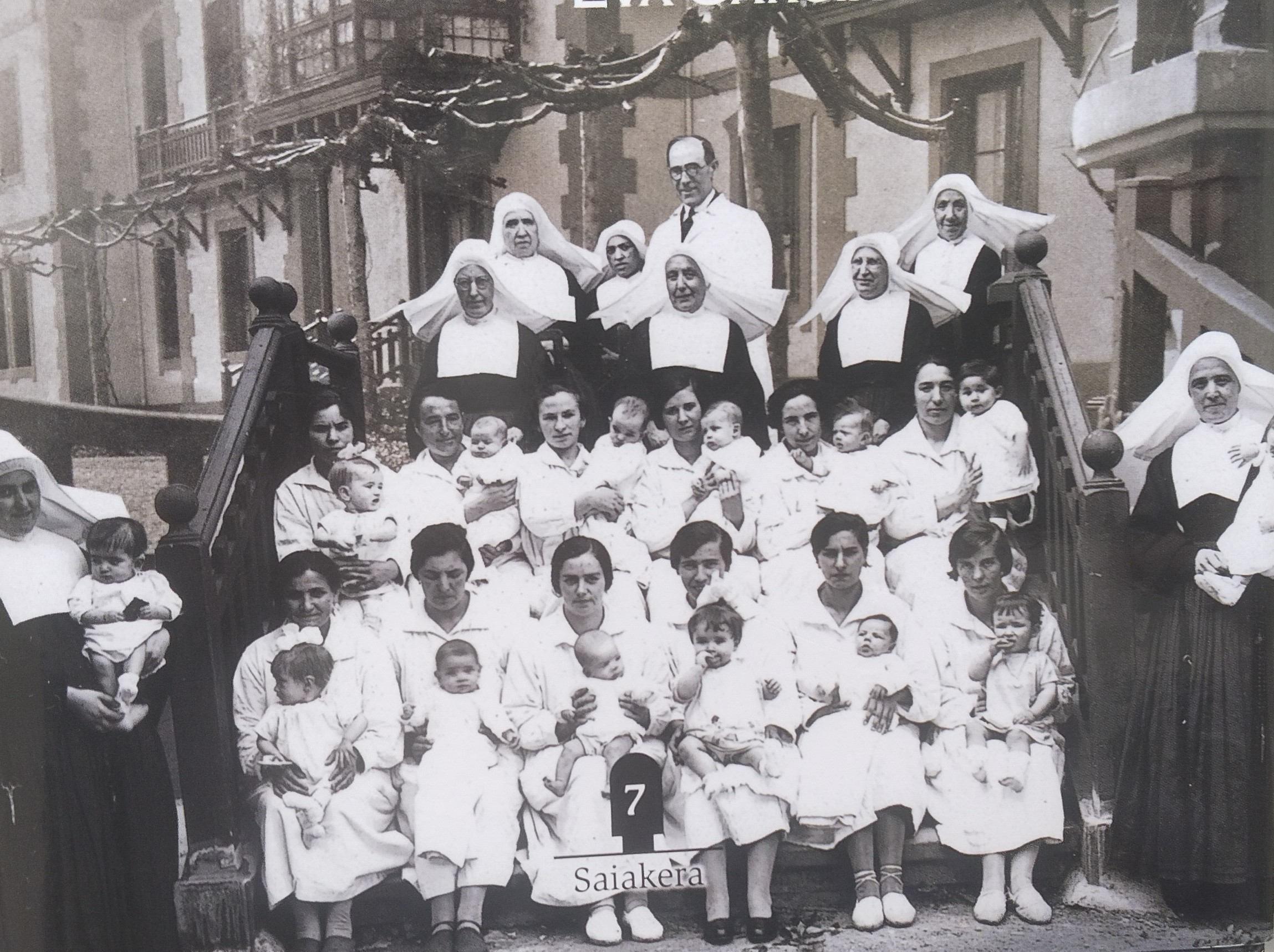
Niños abandonados con sus nodrizas, el médico y las monjas hacia 1930

La identificación legal del padre fue un tema reconocido en muchos países europeos como Alemania, Francia, Suiza, Inglaterra y Países Nórdicos.  En España en los años cuarenta, varios médicos directores de inclusas y maternidades como Juan Bravo Frías (Madrid), Juan Antonio Alonso  Muñoyerro (Madrid) o Jesús Alustiza (San Sebastián) defendieron la necesidad de implantar esta identificación para mejorar la situación económica de las madres y reducir los abandonos. Sin embargo, existieron obstáculos legales que impidieron su implantación. 
Entre los médicos que contribuyeron a la mejora de las condiciones en las inclusas y maternidades durante la primera mitad del siglo XX, reduciendo la mortalidad infantil y materna, se encuentran los ginecólogos  Santiago Dexeus Font (Barcelona), Enrique Isla y Bolumburu (Madrid), Carmelo Gil Gorroño y su hijo Carmelo Gil Ibargüengoitia (Bilbao) o Vicente Serafín Gómez Salvo (Zaragoza) y los pediatras  Enrique López de la Alberca (Bilbao), Josep Roig i Raventós (Barcelona), Joan Coll i Bofill (Barcelona), Ramón Gómez Ferrer (Valencia), José González-Meneses Jiménez (Sevilla) o  José Antonio Alustiza (San Sebastián).
A partir de 1950,  los cambios legislativos que favorecían la adopción, junto con una transformación en la mentalidad social, aumentaron el interés por la adopción, de tal manera que hubo más padres interesados en adoptar que niños disponibles para ello.
Con el desarrollo de la anticoncepción, las situaciones de abandono infantil en España se convirtieron en un suceso residual a partir de 1980.
A lo largo del tiempo, dos aspectos han sido especialmente relevantes en los procesos de abandono infantil. Por un lado, la soledad que enfrentaban las mujeres en estas situaciones, debido a que socialmente se les atribuía de manera exclusiva la responsabilidad del abandono.
Por otro, el estigma social y la marginación que históricamente han padecido tanto los niños abandonados como sus madres. Estos fenómenos han perdurado durante siglos, reflejando estructuras sociales que responsabilizaban y aislaban a las mujeres, al tiempo que relegaban a los niños abandonados a condiciones de desprotección y exclusión.

## Vídeos
- La Casa Cuna de Fraisoro. Mujeres de barro, infancias de cristal.
- Cuando el parto acaba en la inclusa. Alicia Sánchez. Youtube. Institución Fernando el Católico.
- Expósitos, los niños del torno. Canal Extremadura. Youtube.